# Gabrovnik
Gabrovnik je naselje u slovenskoj Općini Slovenskim Konjicama. Gabrovnik se nalazi u pokrajini Štajerskoj i statističkoj regiji Savinjskoj. 

## Stanovništvo
Prema popisu stanovništva iz 2020. godine naselje je imalo 222 stanovnika.